# Jeu-les-Bois
Jeu-les-Bois – miejscowość i gmina we Francji, w Regionie Centralnym, w departamencie Indre.
Według danych na rok 1990 gminę zamieszkiwało 335 osób, a gęstość zaludnienia wynosiła 9 osób/km² (wśród 1842 gmin Centre, Jeu-les-Bois plasuje się na 811. miejscu pod względem liczby ludności, natomiast pod względem powierzchni na miejscu 210.).